# Roland Garber
Roland Garber (Wenen, 27 augustus 1972) is een voormalig Oostenrijks wielrenner.

## Belangrijkste overwinningen
2000
- Oostenrijks kampioen KM (baan), Elite
- Oostenrijks kampioen Sprint (baan), Elite

2001
- Oostenrijks kampioen KM (baan), Elite
- Oostenrijks kampioen Baan, Ploegkoers, Elite (met ?)

2002
- Oostenrijks kampioen KM (baan), Elite
- Oostenrijks kampioen Baan, Ploegkoers, Elite (met ?)
- Oostenrijks kampioen Scratch (baan), Elite
- Oostenrijks kampioen Sprint (baan), Elite

2003
- Oostenrijks kampioen Achtervolging (baan), Elite
- Oostenrijks kampioen KM (baan), Elite
- Oostenrijks kampioen Ploegkoers (baan), Elite (met Franz Stocher)
- Oostenrijks kampioen Scratch (baan), Elite
- Oostenrijks kampioen Sprint (baan), Elite

2004
- Oostenrijks kampioen Achtervolging (baan), Elite
- Oostenrijks kampioen KM (baan), Elite
- Oostenrijks kampioen Puntenkoers (baan), Elite
- Oostenrijks kampioen Scratch (baan), Elite

2005
- Oostenrijks kampioen KM (baan), Elite
- Oostenrijks kampioen Puntenkoers (baan), Elite
- Oostenrijks kampioen Ploegkoers (baan), Elite (met Patrick Gelosky)
- Oostenrijks kampioen Scratch (baan), Elite
- Oostenrijks kampioen Omnium (baan), Elite

2006
- Oostenrijks kampioen Ploegkoers (baan), Elite (met Patrick Gelosky)
- Oostenrijks kampioen Scratch (baan), Elite
- Oostenrijks kampioen Omnium (baan), Elite